# John Bates Clark
John Bates Clark (26 de enero de 1847 – 21 de marzo de 1938) fue un economista neoclásico Estadounidense. Se le conoce por ser uno de los pioneros del Marginalismo y de oponerse a la Economía institucional. También, se lo conoce por la Medalla John Bates Clark, otorgada a todo estadounidense menor a cuarenta años que haya hecho una gran contribución al pensamiento económico y al conocimiento, en su honor.

## Biografía
John B. Clark nació el 26 de enero de 1847 en Rhode Island, Providence, Estados Unidos. Estudió en el Amherst College, Massachusetts, donde obtuvo su título de grado en 1872, a los 25 años de edad. De 1872 a 1875 continuó sus estudios en la Universidad de Zúrich y la Universidad de Heidelberg (ambas en Alemania) bajo la tutela de Karl Knies (miembro de la German Historical School –en español, Escuela Historicista Alemana de Economía).
A su regreso a los Estados Unidos, comenzó a enseñar en la propia universidad, de la cual había egresado, y en la Universidad de Columbia hasta jubilarse en 1923. Tuvo numerosos discípulos, entre los cuales podemos mencionar a Seligman, que utilizó la teoría marginalista para demostrar el interés y la justicia de un impuesto progresivo (F. Seligman, Principles of Economics, 1905); y a Ludwell More, quien trató de encontrar en las estadísticas una confirmación del pensamiento de Clark sobre la formación de los salarios de acuerdo con la productividad marginal del trabajo; entre otros.
Entre 1877 y 1885, escribió una serie de artículos para el New Englander, que luego al reeditarlos, se transformaron en su primer libro The Philosophy of Wealth publicado en 1885.
En ella se formularon los principios de la utilidad marginal y ciertas críticas hacia la economía clásica. En segundo lugar, se criticaron los supuestos de competencia; ya que sostenía que era algo que iba desapareciendo. También argumentó que la teoría clásica no comprendía a la sociedad como un organismo. Acompañada de la idea de una economía orgánica, emplea el concepto de valor social; donde si bien la utilidad efectiva era un fenómeno subjetivo, la sociedad estimaba esta utilidad, constituyéndola en un valor de mercado.
En 1899 publicó Distribution of Wealth, para años más tarde, publicar una nueva obra teórica, los Essentials of Economic Theory, en 1907. Posteriormente, hasta su muerte, sobrevenida en 1938 a los noventa y un años de edad, escribió una serie de estudios de economía aplicada, especialmente a los trusts y los monopolios, solo y/o en colaboración con su hijo John Maurice Clark, entre los cuales se destaca Social Justice Without Socialism, en 1914.

## Aportes a la Economía
Su tesis principal era, que puesto que las diversas rentas, que son los precios de los factores de producción, el nivel de cada uno depende, en situación de competencia, de la productividad marginal de esos factores.
Para estudiar la distribución, Clark se situó en un mundo puramente hipotético, que presentaba tres caracteres principales: 1.º la actividad económica se desarrollaba dentro de un marco de apropiación privada, de libertad del trabajo y de intercambio, perfecta movilidad de todos los factores de producción y sus productos; 2.º los agentes no eran movidos por sus pasiones, sino que eran perfectamente racionales (homo economicus); y 3.º, prescindía provisionalmente del tiempo.
Bates distinguió dos métodos de análisis de los fenómenos económicos, el método estático y el dinámico. El primero, tiene como fin describir el resultado. El capital y el trabajo permanecen fijos en cantidad, los progresos en los métodos de producción se detienen, cesa la inversión de capital y las necesidades de los consumidores no se modifican jamás. El segundo, tiene por objeto el estudio de las fuentes de desequilibrios y de las causas de la amplificación de éstos, hasta que se alcanza un nuevo equilibrio.
John creyó oportuno comenzar el estudio a partir de una situación estática. Pensaba que, si en una economía cualquiera se supone fija la cantidad utilizada de uno de los factores de producción, mientras las cantidades de los demás factores van aumentando, cada una de las nuevas unidades de estos factores produce un rendimiento inferior al de las unidades precedentes.
Al estudiar el nivel de salario, Clark supuso una economía que poseía una masa fija de bienes de capital. A medida que la economía aplicara a la explotación de esos bienes de capital un número creciente de unidades de trabajo, el rendimiento total aumentaría, pero menos que proporcionalmente al número de las unidades empleadas. El rendimiento de cada unidad nueva, sería menor que el de la anterior. La productividad de la última unidad empleada, sería la que determinara el nivel de salario a pagar a esta unidad y a todas las demás. La retribución del capital, también obedecía a la misma ley.
Era posible preguntarse, ¿no perciben una renta diferencial inmerecida, por el hecho que las unidades distintas de la marginal tenían una productividad más fuerte que la de esta? La objeción a esta interrogante fue que, el empresario disponiendo de una masa fija de capital, aplicaba a ella un número creciente de unidades de trabajo, viéndose obligado, a una reorganización de sus talleres a cada nuevo acto de empleo, utilizando de un modo nuevo sus bienes de capital. Como consecuencia, cada una de las unidades de trabajo, antiguas o nuevas, disponían cada vez menos de bienes de capital. Su productividad por ello, iba en disminución; de tal forma que ninguna unidad de trabajo es más productiva que la última empleada y, por tanto, la retribución de todas las unidades por la productividad marginal se ajustaba también a la productividad efectiva de cada una.
En el análisis de la dinámica, esbozada en Distribution of Wealth, Clark solo analizó cinco clases de perturbaciones, artificialmente limitadas: 1.º aumento de la población; 2.º aumento del capital; 3.º modificaciones de la técnica de producción; 4.º cambios en el modo de organizar la producción, con vistas a una mayor eficiencia; y 5.º, multiplicación y refinamiento progresivo de las necesidades. No precisó en los efectos producidos por estos factores de desequilibrio, pero había asignado los caminos por los que los dinamicistas debían orientarse, como objetos de malezas.

## Principales obras
- The Philosophy of Wealth: Economic Principles Newly Formulated (1885)
- Capital and Its Earnings (1888)
- The Distribution of Wealth: A Theory of Wages, Interest and Profits (1899)
- Essentials of Economic Theory (1907)
- Social Justice without Socialism (1914)